# Gradac (Derventa)
Gradac (szerbül: Градац), település Bosznia-Hercegovinában, Derventa községben, a Szerb Köztársaság északi régiójában. 

## Fekvése
A település Bosznia-Hercegovina északi részén, Dobojtól légvonalban 33, közúton 43 km-re északnyugatra, községközpontjától légvonalban 2, közúton 4 km-re északra, az Ukrina bal partjától északra fekvő dombvidéken, 155-195 méteres magasságban fekszik.

## Népessége
| Nemzetiségi csoport | Népesség 1991 | Népesség 2013 |
| ------------------- | ------------- | ------------- |
| Szerb               | 5             | 0             |
| Bosnyák             | 2             | 0             |
| Horvát              | 239           | 12            |
| Jugoszláv           | 6             | 0             |
| Egyéb               | 5             | 0             |
| Összesen            | 257           | 12            |

## Története
A település 1878-ig tartozott az Oszmán Birodalomhoz, ekkor a berlini kongresszus határozata alapján az Osztrák-Magyar Monarchia része lett. 1879-ben az első osztrák-magyar népszámlálás során a Derventi járáshoz tartozó településnek 19 háztartása és 130 római katolikus lakosa volt. 1910-ben a Derventai járáshoz tartozó településen 35 háztartást,  361 római katolikus, 15 ortodox és 4 görög katolikus lakost találtak. A monarchia szétesésével 1918-ban előbb a Szerb-Horvát-Szlovén Királyság, majd 1929-től a Jugoszláv Királyság része lett. 1921-ben a Derventai járáshoz tartozó településnek 234 lakosa volt, közülük 218 római katolikus, 13 ortodox és 3 görög katolikus volt. Az 1929-es törvény értelmében, amikor Bosznia-Hercegovinát négy banovinára, Drinskára, Vrbaskára, Zetskára és Primorskára osztották, a település a Vrbaska banovina (Orbászi bánság) része lett, amelynek székhelye Banja Luka volt. 1939-ben a közigazgatás átszervezésével a Hrvatska banovina (Horvát Bánság) része lett.
A második világháborúban Jugoszlávia megszállása után a Független Horvát Állam (NDH) része lett. A második világháború után 1992-ig a település a szocialista Jugoszlávia keretében a Bosznia-Hercegovinai Népköztársaság része volt. A boszniai háborút lezáró daytoni békeszerződés rendelkezése alapján az ország területét felosztották a Bosznia-hercegovinai Föderáció és a boszniai Szerb Köztársaság között. A békeszerződés utáni területmegosztási megállapodás értelmében a település Derventa község részeként a Boszniai Szerb Köztársasághoz került. 

## Sport
FK Borik Gradac labdarúgóklub

## Nevezetességei
Jézus Szíve tiszteletére szentelt római katolikus kápolnája, a Bijelo Brdo-i plébánia filiája.